# Daniel Rebull Cabré
Daniel Rebull Cabré   (Tivissa, 1889 - Barcelona, 1958) fou un sindicalista i polític. De formació autodidàctica, treballà de mecànic a Barcelona. Fou dirigent de la federació catalana de la CNT i tingué una alta responsabilitat a la vaga de la Canadenca. Es feu comunista amb Joaquim Maurín i després passà al Bloc Obrer i Camperol i al POUM. Durant la guerra civil fou un dels condemnats en el procés contra aquest partit (1938). Fugí de la txeca el 1939 i per raons familiars no s'exilià. Fou detingut, condemnat a mort i després indultat. Passà a la presó uns vint anys. El seu germà Josep Rebull Cabré milità també en el BOC i en el POUM i fou l'administrador durant la Segona República de La Batalla i de l'Editorial Marxista.

## Biografia
De ben jove es traslladà a Barcelona (1904) on treballà de mecànic i on començà la seva militància a la Sociedad de Resistencia de Mecánicos de Barcelona. No obstant, no va abandonar la relació amb Tivissa, ja que els seus pares hi vivien. Hi passava llargues temporades i hi fundà el grup anarquista anomenat "Els tretze". Amb motius dels fets de la Setmana Tràgica a Barcelona (1909) aquest grup intentà interceptar les comunicacions telefòniques a l'estació de Guiamets, i per aquest motiu van ser objecte de persecució. El 1910 es constituí la CNT i Daniel s'hi afilià, sent secretari del sindicat metal·lúrgic. El 1914 es trasllada a Alemanya a treballar de mecànic a Mannheim fins al 1917. A la seva tornada a Barcelona milità de nou al Sindicat de Mecànics dins la CNT, sent subsecretari primer, però ràpidament va tenir més responsabilitats dins l'organització amb tasques d'organització i de tresoreria. Durant aquest període participà i/o organitzà molte vagues (vaga general revolucionària, vaga de La Canadenca, vaga de cambrers i cuiners), creà i col·laborà en noves organitzacions (Sindicat Únic de la Metal·lúrgia i de la Pell, "Solidaridad Obrera" clandestina, Sindicat Únic del Tramvia) i conegué gent que l'influencià com Manuel Buenacasa, Josep Viadiu, Salvador Seguí, Andreu Nin, Canela, Peronas...). Fou delegat en el Congrés de la CNT catalana de 1918, celebrat a Sants. Va ser empresonat moltes vegades. Va ser acusat d'inspirar l'assassinat a València del Comte de Salvatierra i, més endavant, fou condemnat per publicacions clandestines i insults a Primo de Rivera. Va estar en gairebé totes les comissaries i presons (Model de Barcelona, Castell de la Mola de Maó, en el vaixell La Guiralda (ancorat com a presó a Barcelona), presó de Burgos, presó de Déu i Mata). Va participar, com a delegat de la CNT de Barcelona, en el congrés de la CNT de 1919, a Madrid, on defensà l'adhesió del sindicat a la Internacional Comunista. Formà part del corrent encapçalat per Joaquim Maurín i Pere Bonet, que des de finals de 1919 publicà "Lucha Social", i més tard, La Batalla. El novembre de 1920 tornà ser detingut i no va ser alliberat fins al gener de 1924. Llavors s'incorporà al moviment comunista, sent secretari general de la Federació Comunista Catalano-Balear. Assistí al Comitè Central ampliat del PCE a Bilbao en el qual se l'elegí membre de l'Executiva del partit. El 1925 tornà ser processat per incitació a la rebel·lió i insults al dictador Primo de Rivera, sent condemnat a sis anys de presó i a tres anys més per reincidència. El 1929 sortí del penal de Burgos gràcies a un indult general.

## En el Bloc Obrer i Camperol i el POUM
El 1930 prengué part en la fundació del Bloc Obrer i Camperol i fou elegit membre de la comissió executiva. El 1931 representà el sindicat de treballadors de Tàrrega al congrés de la CNT de Madrid. El 1931 fou candidat del Bloc a diverses eleccions: municipals a Barcelona i Sabadell, candidat a diputat per les Corts a Madrid i després candidat al Parlament de Catalunya. L'octubre de 1934 participà en la lluita al carrer i fou empresonat un altre cop. El juliol de 1936 va estar a les barricades que aturaren els franquistes a Barcelona. Immediatament es posà al davant de l'oficina de reclutament de les milícies del POUM.
L'octubre del 1936 marxà a Mèxic amb el seu company Costa-Amic on va fer més de 130 mítings a favor de la causa proletària a Espanya. Allí conegué i s'entrevistà amb Trotski. A la tornada de Mèxic (maig del 1937) el van empresonar i hi romangué durant tota la Guerra Civil. Quan les tropes franquistes van entrar a Barcelona (gener 1939), els republicans van obrir les presons i pogué escapar. No obstant, no va marxar (com si va fer el seu germà), perquè la seva companya, Antònia Closas, estava agonitzant i es quedà al seu costat. El mateix any 1939 fou detingut i condemnat a mort. La condemna fou commutada per presó i el 1946 li van donar la llibertat condicional. Un altre cop en llibertat va continuar participant des de la clandestinitat en el POUM, formant part del comitè executiu clandestí, i va ser detingut diverses vegades per aquest fet. La darrera detenció fou el 1952 amb 63 anys i morí sol i oblidat sis anys més tard en una clínica de Sarriá.